# Spasiv, Zdolbuniv
Spasiv (în ucraineană Спасів) este localitatea de reședință a comunei Spasiv din raionul Zdolbuniv, regiunea Rivne, Ucraina.

## Demografie
Componența lingvistică a localității Spasiv
     Ucraineană (99,88%)
     Alte limbi (0,12%)
Conform recensământului din 2001, majoritatea populației localității Spasiv era vorbitoare de ucraineană (99,88%), existând în minoritate și vorbitori de alte limbi.